# Hysen Pulaku
Hysen Pulaku, född 8 december 1992 i Elbasan i Albanien, är en albansk tyngdlyftare. Vid OS första riktiga dag, den 28 juli 2012, testades ha positivt för steroidanvändning i en dopingkontroll. Han blev därmed det första dopingfallet under detta OS. Han skulle ha tävlat i 77 kg klassen.